# Añana
Añana – gmina w Hiszpanii, w prowincji Araba, w Kraju Basków, o powierzchni 21,92 km². W 2011 roku gmina liczyła 166 mieszkańców.